# Sidonie Werner
Sidonie Werner (geboren am 16. März 1860 in Posen; gestorben am 27. Dezember 1932 in Hamburg) war Mitbegründerin des Jüdischen Frauenbundes (JFB) und eine Hamburger Sozialpolitikerin im ersten Drittel des 20. Jahrhunderts, deren Wirken weit über die Hansestadt ausstrahlte.

## Leben und Wirken
Sie entstammte einer angesehenen, kulturell und sozial orientierten Gelehrtenfamilie. Theater- und Konzertbesuche, Literaturabende und Reisen bestimmten das Familienleben. Nach dem Besuch der Höheren Töchterschule absolvierte Sidonie Werner das Lehrerinnenseminar. Sie unterrichtete als Volksschullehrerin bis zu ihrer Pensionierung in Altona und Hamburg.
Im Jahre 1893 gehörte sie zu den Mitbegründerinnen des Israelitisch-humanitären Frauenvereins. Bis 1908 war sie zweite, dann wurde sie erste Vorsitzende des Frauenvereins und hatte diese Funktion bis zu ihrem Tode im Jahre 1932 inne.
1904 gründeten Bertha Pappenheim und Sidonie Werner gemeinschaftlich den JFB. Bertha Pappenheim wurde zur Ersten Vorsitzenden und Sidonie Werner zu ihrer Stellvertreterin gewählt. Die Ziele des JFB waren: Bekämpfung des Antisemitismus, Stärkung des jüdischen Gemeinschaftsgefühls, Verbesserung der Situation arbeitender Frauen und Mädchen, Verbesserung der Ausbildungsmöglichkeiten für jüdische Mädchen und Frauen sowie Bekämpfung des Mädchenhandels insbesondere mit jüdischen Frauen aus Osteuropa. Entschieden wehrte sich Sidonie Werner gegen die Ansicht, dass der Mädchenhandel sich verhindern ließe, wenn nur jedes jüdische Mädchen eine Aussteuer erhielte. In dieser Anschauung sah sie vor allem eine Abwertung des weiblichen Geschlechts und meinte, dass die beste Mitgift für jüdische Frauen ihre Berufsausbildung ist und bleibt.
Zahlreiche soziale Einrichtungen und Heime wurden unter Mitwirkung Sidonie Werners vom JFB gegründet, z. B.
- Mädchenwohnheim für ledige jüdische Mütter und deren Kinder in Hamburg, 1906
- Mädchenheim des Jüdischen Frauenbundes in Neu-Isenburg, 1907
- Kinderheim in Altona 1910
- Heim für bedürftige jüdische Kinder in Bad Segeberg, 1908. Nach Sidonie Werners Tod erhielt das Haus 1932 den Namen „Sidonie-Werner-Heim“. Anfang 1939 wurde die Einrichtung von den Nationalsozialisten geschlossen und die Gebäude „arisiert“.[2]
- Heim für tuberkulosegefährdete jüdische Kinder in Wyk auf Föhr, 1927–1938

Ab 1917 war sie auch Vorstandsmitglied der Zentralwohlfahrtsstelle der Juden in Deutschland. In den 1920er Jahren hielt sie sich im Sommer regelmäßig in Bad Segeberg auf, um das dort von ihr begründete Heim, das sich auf drei Häuser in der Bismarckallee mit 100 Betten ausgedehnt hatte, zu betreuen.
Sidonie Werner war noch in weiteren Vereinigungen und Institutionen tätig u. a. im „Jüdischen Schulverein Hamburg“, im „Notstandscommitee für die Ostjuden“, in der „Deutsch-Israelitischen Gemeinde Hamburg“ etc. 1919 trat sie in die SPD ein und war 1929 Organisatorin der „Weltkonferenz Jüdischer Frauen“ in Hamburg.

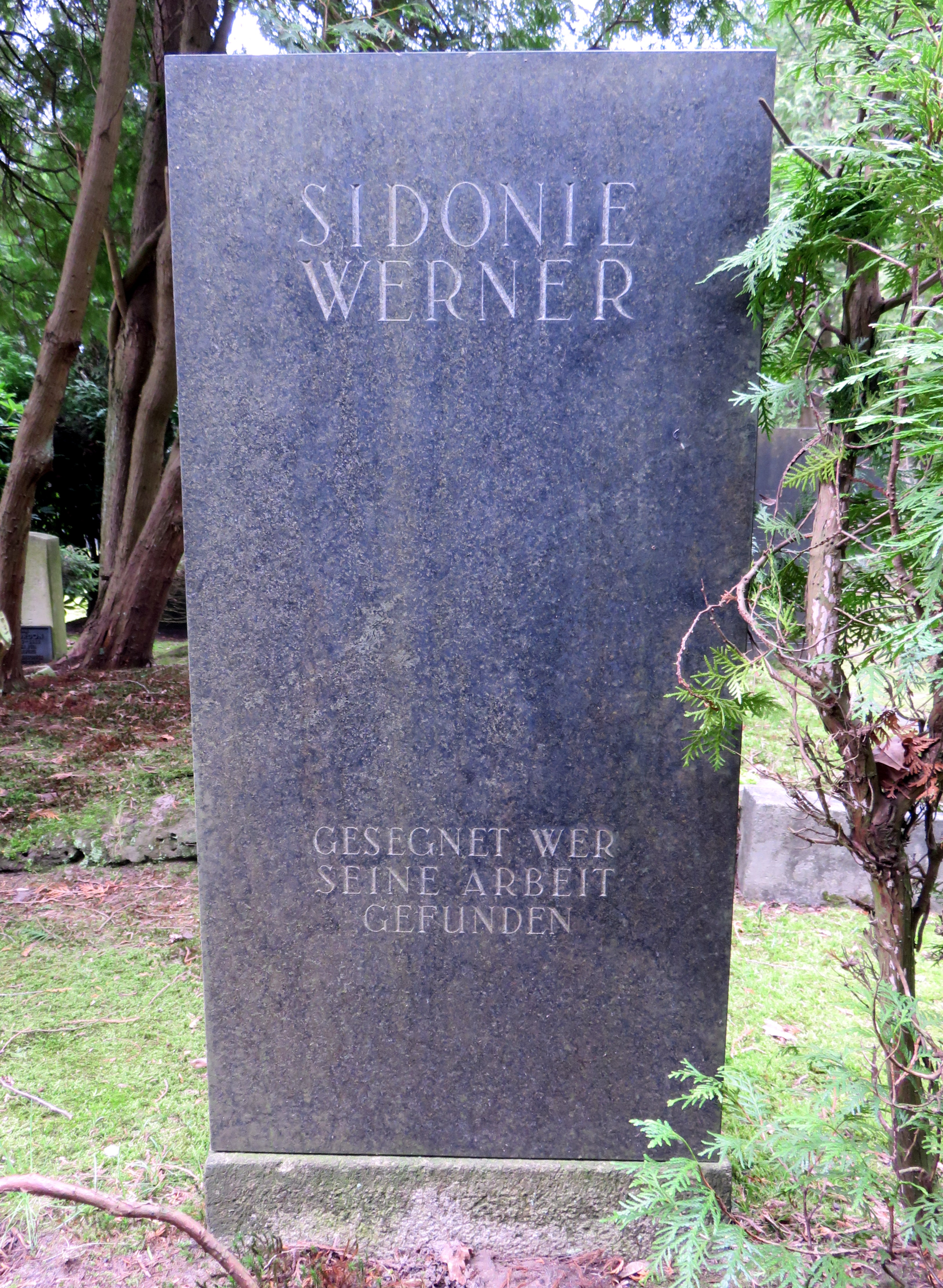
Grabstein Sidonie Werner, Jüdischer Friedhof Ilandkoppel

Mit einem 1907 gehaltenen Referat gegen den Mädchenhandel vor der Delegiertenversammlung des JFB bewirkte Sidonie Werner den Beitritt zum „Deutschen Nationalkomitee zur Bekämpfung des Mädchenhandels“ und die Einrichtung der „Jüdischen Bahnhofshilfe“ (1926 mit 60 deutschen Dienststellen). Sie verlangte außerdem die Abkehr von der die Geschlechter betreffenden Doppelmoral mit der Forderung: „Auch unsere Söhne sind zur Keuschheit zu erziehen, nicht nur die Töchter.“
Sidonie Werner starb einen Monat vor dem Ende der Weimarer Republik. Zu ihrem Tode würdigte der „Israelitisch-humanitäre Frauenverein“ sie mit folgenden Worten:
Groß und umfassend ist Sidonie Werners Werk! Der ‚Israelitisch-humanitäre Frauenverein‘ in Hamburg verdankt im Wesentlichen ihr seine Blüte. Die jüdischen Frauen Hamburgs haben es ihr zu verdanken, wenn sie wahlberechtigt zur Repräsentantenversammlung für das Wohl der Judenheit ihrer Stadt mitraten und -taten dürfen. Die Mittelstandsküche, das Heim für jüdische Mädchen, der jüdische Kindergarten in Hamburg, das Kindererholungsheim, das ihren Namen trägt, in Bad Segeberg, und auch die dort befindliche Haushaltungsschule: Sie alle sind Schöpfungen der Heimgegangenen, sie alle standen ihrem gütigen, von reiner Nächstenliebe erfüllten Herzen gleich nahe, sie alle und ihre Arbeit hat Sidonie Werner Zeit ihres Lebens mit ihrem Geiste zu erfüllen verstanden.
Das Grab Sidonie Werners befindet sich auf dem Jüdischen Friedhof Ohlsdorf (Ilandkoppel), Planquadrat L 1, 2.
2021 wurde sie von der Suchmaschine Google mit einem Doodle auf der Startseite zu ihrem 161. Geburtstag geehrt.